# 菊地貴子
菊地 貴子（きくち たかこ、1963年7月22日 - ）は、日本の女性声優。東京都出身。81プロデュース所属。

## 人物
声優としてはアニメ、外画吹き替え等で活躍している。
趣味・特技はヴァイオリン。

## 出演

### テレビアニメ
- モンタナ・ジョーンズ（1994年、ラウラ）
- モジャ公（1995年、もみ手〈2代目〉、他）
- 爆走兄弟レッツ&ゴー!!（1996年、島吉）
- アリスSOS（1998年、忍耐こずえ）
- Bビーダマン爆外伝（1998年、ビーダ美人）
- Night Walker -真夜中の探偵-（1998年、朝比奈陽子）
- ぷちぷり*ユーシィ（2002年、博物館の管理人）

### OVA
- DETONATORオーガン3（1991年）
- 炎の転校生（1991年）
- ジェノサイバー 虚界の魔獣（1994年）
- 創世機士ガイアース（1992年）
- BASTARD!! -暗黒の破壊神-（1992年、聖騎士B、女官）

### 劇場版アニメ
- ストリートファイターII MOVIE（1994年）

### 吹き替え

#### 映画
- バラ色の選択
- ビバリーヒルズを乗っ取れ!
- マルコムX

### ドラマCD
- 戦ー少女イクセリオン第3巻 宇宙篇（女性客A、アナウンス、管制官）